# Do Cóccix até o Pescoço
Do Cóccix até o Pescoço é um álbum de estúdio da cantora e compositora brasileira Elza Soares, lançado em 2002 pela gravadora Maianga e com produção musical de Zé Miguel Wisnik e Alê Siqueira.

## Antecedentes
Após uma fase de poucos lançamentos e problemas criativos na década de 1980 e 1990, Elza Soares produziu o álbum Trajetória (1997). Apesar da obra ter recebido elogios da crítica, Elza afirmou mais tarde que não teve tanta liberdade criativa, assim como ocorreu durante maior parte de sua carreira. Em 1999, a cantora ainda enfrentou problemas com a Universal Music Brasil ao produzir o disco ao vivo Carioca da Gema pela regravação de "Sá Marina", que estava reservada para Ivete Sangalo. O incidente foi considerado mais um revés na carreira de Elza.
Em entrevista a Folha de S.Paulo, a cantora comentou o desempenho ruim de Trajetória:

Não trabalharam, o CD ficou naquilo. A gravadora tinha proposta de dois trabalhos. O primeiro CD foi lindo, mas ficou nisso. Foi um pecado. Mas não posso parar, meu amor. Preciso viver, preciso cantar, preciso da minha arte. Vivo disso. Como é que vou ficar parada aqui, chupando o dedo, com tudo que Deus me deu, sendo "filha" do Louis Armstrong, substituindo Ella Fitzgerald, abrindo show para Sarah Vaughan e Sammy Davis Jr.? Pô, com licença. Não deram nenhuma desculpa, não fizeram nada. Rescindiram o contrato. Não estou falando que nasci na contramão, mulher, negra e pobre? Eu vivo na contramão, meu irmão. Sou brasileira.
Depois de lançar vários álbuns pela Universal e ter o contrato rescindido, Elza decidiu trabalhar com a Maianga, uma pequena gravadora da Bahia e dirigida pelo publicitário Sérgio Guerra, para o álbum sucessor.

## Produção e composição
Em uma entrevista dada ao programa Roda Viva em 2002, Elza contou que começou a trabalhar em Do Cóccix até o Pescoço em 2000. Na época, a cantora se aproximou dos músicos Alê Siqueira e José Miguel Wisnik e começou a ter uma "estrutura" para repensar seu trabalho musical. A ideia é que o novo álbum fosse um recomeço na carreira de Elza, agregando novos gêneros e inaugurasse uma liberdade criativa que, em 40 anos de carreira, Elza nunca tinha tido.
O repertório de Do Cóccix até o Pescoço reuniu compositores já gravados por Elza, como Caetano Veloso e Chico Buarque, que canta com Elza em "Façamos (Vamos Amar)". Também reúne uma série de outros letristas, como Marcelo Yuka, Seu Jorge e Carlinhos Brown. Um dos destaques foi "A Carne", que já tinha sido gravada pelo grupo Farofa Carioca. Outras regravações foram "Fadas", de Luiz Melodia e "Hoje É Dia de Festa", de Jorge Ben Jor. "Dura na Queda", composição de Chico Buarque, é uma homenagem a Elza escrita em 1999 e apresentada em um musical que contou a vida da cantora. "Flores Horizontais" é um poema de Oswald de Andrade musicado por Wisnik.
A sonoridade do álbum mesclou vários gêneros, como MPB e samba, mas também rap, funk carioca e música eletrônica. Algumas canções, como "A Carne", contaram com samples e trechos de músicas de artistas e bandas de rap como Racionais MCs e Apocalipse 16. Na ocasião de lançamento, o projeto chegou a ser considerado como o trabalho mais versátil e variado de Elza Soares.
O título original do álbum era Foda-Se. Também era cogitado que "Dura na Queda" se tornasse a faixa-título. No final do processo, o título definitivo foi Do Cóccix até o Pescoço com base em um dos versos de "Dor de Cotovelo".

## Lançamento e recepção
| Críticas profissionais | Críticas profissionais |
| Avaliações da crítica  | Avaliações da crítica  |
| Fonte                  | Avaliação              |
| ---------------------- | ---------------------- |
| Folha de S.Paulo       | (favorável)            |

Do Cóccix até o Pescoço foi lançado em 2002 pela gravadora Maianga. O álbum foi um sucesso de crítica e chegou a ser considerado um dos melhores lançados brasileiros do ano. A Folha de S.Paulo definiu o projeto como uma devolução ao status que pertence a cantora, e que nele "Elza solta a voz rascante como se não houvesse amanhã, excêntrica e altiva como nunca".
O disco também foi lançado em outros países, com uma edição japonesa liberada em 2003 (com outro projeto gráfico).
Em agosto de 2018, durante a nova popularidade de Elza com os álbuns A Mulher do Fim do Mundo (2015) e Deus É Mulher (2018) o álbum foi relançado nas plataformas digitais. Na época, Mauro Ferreira afirmou que Do Cóccix até o Pescoço é "um dos melhores álbuns da trajetória fonográfica da cantora".

## Faixas
A seguir lista-se as faixas, compositores e durações de cada canção de Do Cóccix até o Pescoço:
| N.º            | Título                                         | Compositor(es) | Duração |  |
| 1.             | "Dura na Queda"                                | Chico Buarque | 3:56    |  |
| 2.             | "Hoje É Dia de Festa"                          | Jorge Ben Jor | 4:50    |  |
| 3.             | "Haiti"                                        | Caetano Veloso Gilberto Gil | 4:27    |  |
| 4.             | "Dor de Cotovelo"                              | Veloso | 3:31    |  |
| 5.             | "Bambino"                                      | Zé Miguel Wisnik Ernesto Nazareth | 3:28    |  |
| 6.             | "A Carne"                                      | Marcelo Yuka Seu Jorge Ulisses Cappelletti | 3:39    |  |
| 7.             | "Eu Vou Ficar Aqui" (part. Funk Como Le Gusta) | Arnaldo Antunes | 5:50    |  |
| 8.             | "Etnocopop"                                    | Carlinhos Brown | 3:54    |  |
| 9.             | "Fadas"                                        | Luiz Melodia | 3:41    |  |
| 10.            | "Flores Horizontais"                           | Wisnik | 4:49    |  |
| 11.            | "A Cigarra" (part. Letícia Sabatella)          | Elza Soares Letícia Sabatella | 4:32    |  |
| 12.            | "Quebra Lá que eu Quero Cá"                    | Antônio Carlos Jobim Soares Ferreira dos Santos Hélio Nascimento João Sérgio Luis Reis Melodia Norival Reis Oswaldo Nunes Roberto Martins Sebastião Mota Vinícius de Moraes Walfrido Silva | 7:05    |  |
| 13.            | "Todo Dia" (part. Bruno Aguiar)                | Bruno Aguiar | 2:13    |  |
| 14.            | "Façamos (Vamos Amar)" (part. Chico Buarque)   | Carlos Renó Cole Porter | 5:53    |  |
| Duração total: | Duração total:                                 | Duração total: | 61:55   |  |